# Cyrilovita
La cyrilovita es un mineral, fosfato de sodio y hierro, hidratado y con aniones hidroxilo. Fue descrita como especie en 1953, a partir de ejemplares encontrados en la pegmatita de fosfatos de Cyrilov, en Horní Bory, distrito de Žďár nad Sázavou, en la República Checa, que consecuentemente es su localidad tipo. El nombre deriva de la localidad en la que se descubrió. Dado que la descripción original se publicó en una revista de difusión muy limitada, el nuevo mineral pasó inadvertido para la mayoría de los mineralogistas, y en 1954 se publicó la descripción como nueva especie, con el nombre de avelinoita, de un mineral idéntico procedente de la pegmatita de Sapucaia, en Minas Geraes, Brasil. Al determinarse la identidad de cyrilovita y avelinoita quedó como nombre oficial el primero, al ser el primero atribuido.

## Propiedades físicas y químicas
La cyrilovita es un miembro del grupo de la wardita, el análogo de este mineral con hierro en lugar de aluminio. Consecuentemente, es frecuente que aparezca cierto contenido de aluminio, y a veces también manganeso o magnesio.

## Yacimientos
La cyrilovita es un fosfato secundario, y se conoce en alrededor de  unas 70 localidades en el mundo. Está asociado a otros fosfatos secundarios, especialmente a dufrenita, calcosiderita y leucofosfita. Los mejores ejemplares son probablemente los encontrados en la pegmatita de Hagendorf Sur, en Waidhaus, Baviera (Alemania). En España, se ha encontrado en la mina La Paloma, en Zarza La Mayor (Cáceres). En Argentina, se ha encontrado en la pegmatita Gigante, Punilla, (Córdoba).